# Mastira cimicina
Mastira cimicina är en spindelart som först beskrevs av Tord Tamerlan Teodor Thorell 1881.  Mastira cimicina ingår i släktet Mastira och familjen krabbspindlar. Inga underarter finns listade i Catalogue of Life.